# New Race Festival
Het New Race Festival is de jaarlijkse openingswedstrijd van het Belcarseizoen. Het evenement wordt georganiseerd door vzw Terlamen/Circuit Zolder op het Circuit Zolder. De autosport Belcar is vooral gemaakt voor prototypes, GT-types, T-types en zelfs old- en youngtimers
De race bestaat standaard uit drie categorieën: het Belcar Edurance Championship, de Belcar History Cup en de Belcar Skylimit Sprint Cup. Maar elk jaar organiseert Circuit Zolder nog een vierde competitie en dit jaar was dat ‘MitJet International’. 

## Belcar Endurance Championship
De eerste competitie: Belcar Endurance Championship, een uithoudingsrace van 180 minuten waarin prototypes, GT-klasse en T-klasse het tegen elkaar opnemen. Tijdens de race zijn er twee verplichte pitstoppen na 35 minuten racen. Wat het parcours betreft, is het een cyclus van 4.000 m. Hieronder vindt u een oplijsting van de toegelaten wagens voor deze race.
- BELCAR PROTOTYPES
- BELCAR GT-A
- BELCAR GT-B
- BELCAR T-A
- BELCAR T-B

| Belcar Prototypes                            | Belcar GT klasse | Belcar T klasse |
| -------------------------------------------- | --- | --- |
| - Sports cars < 3000 cm³ min. 60W, max. 100W | - GT-A - Porsche 911 GT3 Cup wagens - GT Cup wagens > 3300 cm³ - GT Open - Marcos Mantis, Ginetta G50 - Silhouette Pro and Pro Evo - Silhouette Solution F TC06 - Silhouette Solution F TC10 - Silhouette Gomez Competition GC10 - Silhouette Renault Megane Trophy - GT-B - Porsche Cayman Cup wagens - GT Class 4 - Silhouette Light - Silhouette Solution F TC06 - Silhouette Solution F TC10 - Silhouette Gomez Competition GC10 - Silhouette Renault Megane Trophy - Lamera Cup conform aan het technisch reglement van de Cup. - Peugeot RC Diester Cup 2004-2009 - Roadster Cup conform aan haar homologatiefiche. - Silhouette «BRL Light» conform aan haar homologatiefiche RACMSA 1660 en conform aan het reglement BRL Light 2008 - Saker RAPX met 2000cc Subaru turbo motor - GT Open < 2000 cc | - T-A - Toerisme wagens > 4000 cm³ - Toerisme wagens < 4000 cc > 2500 cc - BMW M240i Cup - BMW M235i Cup - BMW M2CS Racing - T-B - Toerisme wagens < 2500 cc - VLN/NLS VT2 Klasse wagens |

De uitslagen van deze twee races vindt u via deze links.
Uitslagen race 1 
Uitslagen race 2 

## Belcar Historic Cup
De tweede competitie van het New Race Festival is de Belcar Historic Cup, een kampioenschap voor oldtimers en youngtimers met wagens tot bouwdatum 31 december 1999. Het is een van de meest populaire historische raceklassen in België en Nederland. Om deel te nemen aan deze wedstrijd moet je voor klasse één tot en met klasse vijf een HTP (FIA Historic Technical Passport) of een Nationaal Technisch Paspoort (NTP) hebben. De cc binnen de klassen eindigt bij 2501, zo wil de organisatie een eerlijke en gelijkwaardige race houden.
De uitslagen van deze twee races vindt u via deze links.
Uitslagen race 1
Uitslagen race 2

## Mitjet International
De laatste competitie is de Mitjet International, een race bedoeld voor ‘iedereen’ waar technisch identieke racewagens tot twee liter tegen elkaar racen. Hier nemen bestuurders van maar liefst 16 jaar aan deel. Mitjet is een automerk ontworpen door Jean-Philippe Dayraut. In 2006 bracht hij de Mitjet 1300 als eerste op de markt. De race bevat vier rondes van 4.000 meter.
De uitslagen van deze vier rondes vindt u via deze links.
- Uitslagen ronde 1[12]
- Uitslagen ronde 2[13]
- Uitslagen ronde 3[14]
- Uitslagen ronde 4[15]